# Bulbophyllum nitidum
Bulbophyllum nitidum là một loài phong lan thuộc chi Bulbophyllum.

## Hình ảnh

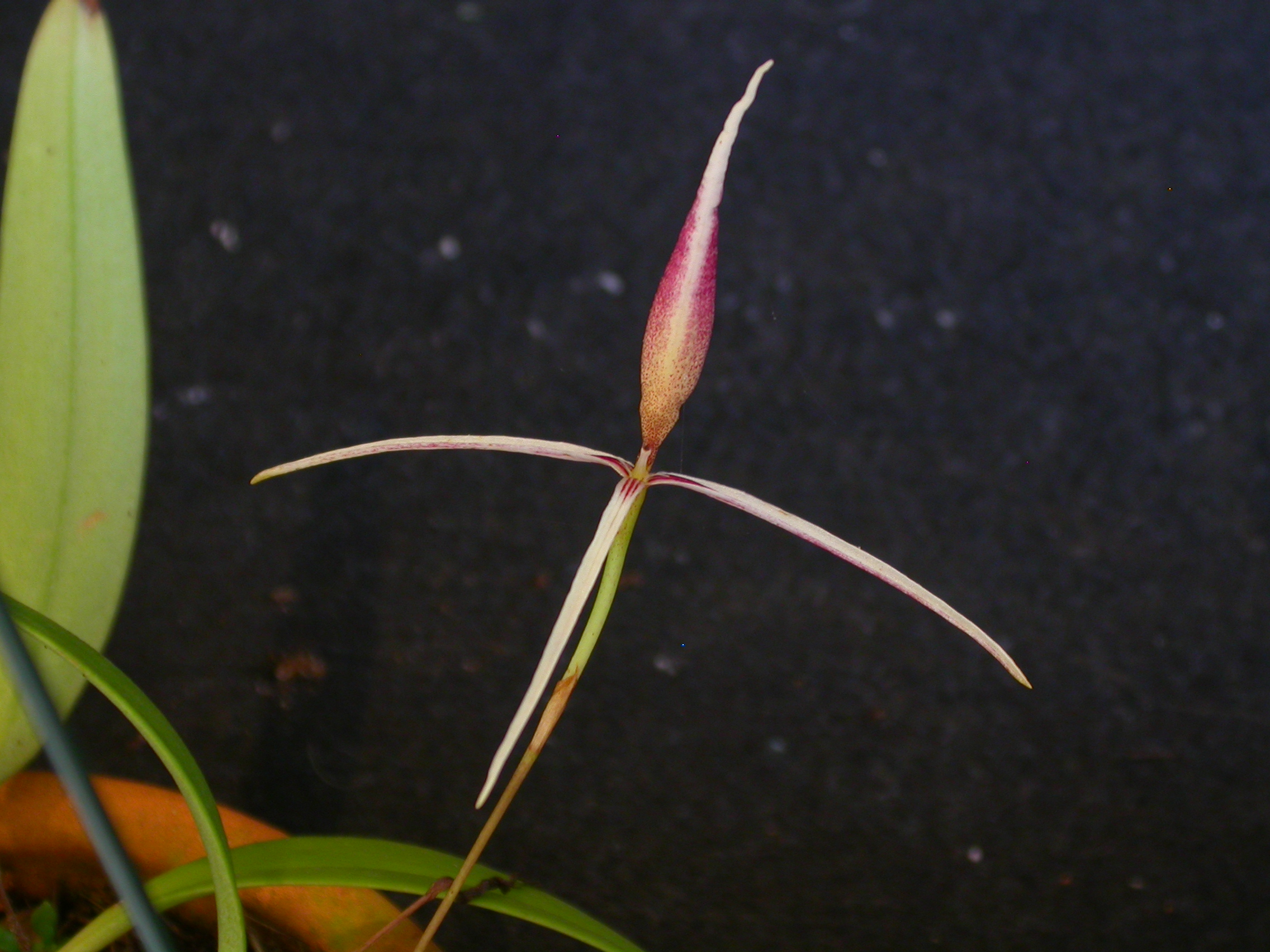